# Charlotte Bobcats 2008-2009
La stagione 2008-09 dei Charlotte Bobcats fu la 19ª nella NBA per la franchigia.
I Charlotte Bobcats arrivarono quarti nella Southeast Division della Eastern Conference con un record di 35-47, non qualificandosi per i play-off.

## Roster
| N° | Naz.                               | Ruolo | Sportivo            | Anno | Alt. | Peso |
| -- | ---------------------------------- | ----- | ------------------- | ---- | ---- | ---- |
| 1  | Stati Uniti (bandiera)             | A     | Andre Brown         | 1981 | 206  | 111  |
| 1  | Stati Uniti (bandiera)             | A     | Cartier Martin      | 1984 | 201  | 100  |
| 2  | Stati Uniti (bandiera)             | G     | Dontell Jefferson   | 1983 | 196  | 88   |
| 3  | Stati Uniti (bandiera)             | A     | Gerald Wallace      | 1982 | 201  | 98   |
| 4  | Stati Uniti (bandiera)             | A     | Jared Dudley        | 1985 | 201  | 102  |
| 5  | Stati Uniti (bandiera)             | A     | Juwan Howard        | 1973 | 206  | 109  |
| 6  | Stati Uniti (bandiera)             | C     | Nazr Mohammed       | 1977 | 208  | 100  |
| 7  | Senegal (bandiera)                 | C     | DeSagana Diop       | 1982 | 213  | 136  |
| 10 | Serbia (bandiera)                  | A     | Vladimir Radmanović | 1980 | 208  | 103  |
| 12 | Stati Uniti (bandiera)             | G     | Shannon Brown       | 1985 | 193  | 93   |
| 13 | Stati Uniti (bandiera)             | G     | Matt Carroll        | 1976 | 198  | 96   |
| 14 | Stati Uniti (bandiera)             | G     | D.J. Augustin       | 1987 | 183  | 82   |
| 15 | Stati Uniti (bandiera)             | C     | Ryan Hollins        | 1984 | 213  | 104  |
| 19 | Isole Vergini Americane (bandiera) | G     | Raja Bell           | 1976 | 196  | 93   |
| 20 | Stati Uniti (bandiera)             | G     | Raymond Felton      | 1984 | 185  | 90   |
| 21 | Francia (bandiera)                 | C     | Alexis Ajinça       | 1988 | 213  | 100  |
| 23 | Stati Uniti (bandiera)             | G     | Jason Richardson    | 1981 | 198  | 100  |
| 27 | Stati Uniti (bandiera)             | AC    | Dwayne Jones        | 1983 | 211  | 113  |
| 32 | Francia (bandiera)                 | AC    | Boris Diaw          | 1982 | 203  | 98   |
| 35 | Stati Uniti (bandiera)             | A     | Adam Morrison       | 1984 | 203  | 93   |
| 42 | Stati Uniti (bandiera)             | A     | Sean May            | 1984 | 206  | 121  |
| 43 | Stati Uniti (bandiera)             | A     | Linton Johnson      | 1980 | 203  | 93   |
| 44 | Stati Uniti (bandiera)             | G     | Sean Singletary     | 1985 | 183  | 84   |
| 50 | Stati Uniti (bandiera)             | AC    | Emeka Okafor        | 1982 | 208  | 114  |

## Staff tecnico
- Allenatore: Larry Brown
- Vice-allenatori: Phil Ford, Herb Brown, Dave Hanners, Jeff Capel, LaSalle Thompson
- Preparatore fisico: Mike Irr
- Preparatore atletico: Steve Stricker
- Assistente preparatore atletico: Dennis Williams